# کارلوس ریناتو فردریکو

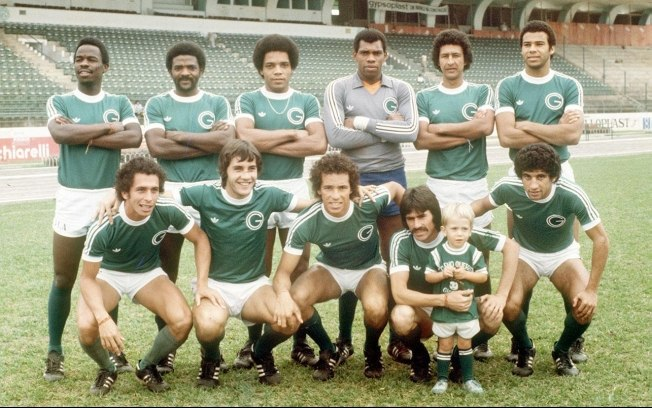
کارلوس رناتو فردریکو، ردیف نشسته در سمت چپ عکس، نفر دوم

کارلوس رناتو فردریکو (به پرتغالی: Carlos Renato Frederico) هافبک اهل برزیل است که در شهر Morungaba و در تاریخ ۲۱ فوریهٔ ۱۹۵۷ به دنیا آمده‌است.
کارلوس رناتو فردریکو در تیم‌های فوتبال Guarani، سائوپائولو، Botafogo، اتلتیکو مینیرو، یوکوهاما مارینوس، کاشیوا ریسول، Ponte Preta، Taubaté سابقهٔ حضور دارد.